# Urarina
El pueblo urarina (shimaku, shimacu, itukali); es una nación indígena de la amazonia peruana que habita territorios de la provincia de Loreto de la cuenca del río Chambira (afluente del Marañón). Hablan una lengua propia, el urarina, que es hablado por menos de 5000 personas. Desde el punto de vista lingüístico, el urarina es una lengua aislada.

## Historia de los urarina en Río Corrientes
En 1950 se tiene conocimiento que en la quebrada Trompeteros (que daba nombre a una ave, que abundaba en el lugar llamado Trompeteros) vivía Bautista Fatari conocido como Nono de la etnia de los Urarina, Nono no podía procrear hijos, en 1958 llegaron de chambira a establecerse en el verdadero lugar que ahora se conoce como Aerico, inmigrantes urarinas encabezado por marianos macusi, Luis Macusi Padre de Mariano, Santos Ahguite, Cruz Ahuite, Domingo Inuma, Jacinto Inuma, Jorge Foguista, de todas las personas que quedaron en el Corrientes, no regresaron a su lugar de procedencia y murieron en esta cuenca. Ahora los descendientes de ellos se quedaron a vivir en la cuenca del Ríos corrientes. ellos a una hora y media del distrito de trompeteros y fundaron la Comunidad de Nuevo Porvenir en el margen Izquierdo surcando del río Corrientes. Con la llegada de la explotación petrolera, los moradores Urarinas se vieron desplazados , porque se halló petróleo en la zona y expulsan sin ningún derecho a la etnia Urarina que habitaba estos territorios, antes que ellos llegaran a extraer el petróleo, los urarina se vieron obligados a levantarse contra el estado para que les puedan escuchar el estado, ya que ellos son guardianes del Lote 8, la comunidad Nuevo Porvenir son guardianes del Lote 8, ahora los urarina existen 1300 habitantes en cuenca del Ríos Corrientes repartidas en seis comunidades las cuales son: Nuevo Paraíso, Nueva Alianza, San José de Porvenir, Nuevo Porvenir que es la central de la etnia Urarina en la cuenca del Ríos Corrientes, abajo del distrito de Trompeteros se encuentran las comunidades de Palmeras y Nuevo Progreso. La Población actual de la etnia en las cuencas de los ríos Chambira, Lurituyacu, Tigre, Marañón, Corrientes y la quebrada alta Hitaya. En toda esta zona hay 15 000 Urarina.

## Lengua
La documentación de la lengua urarina, que Terrence Kaufman (1990) ha clasificado como lengua aislada o lengua no clasificada, está actualmente en marcha. El trabajo lingüístico entre los urarina fue iniciado por SIL International.